# St. Martin (Aindling)

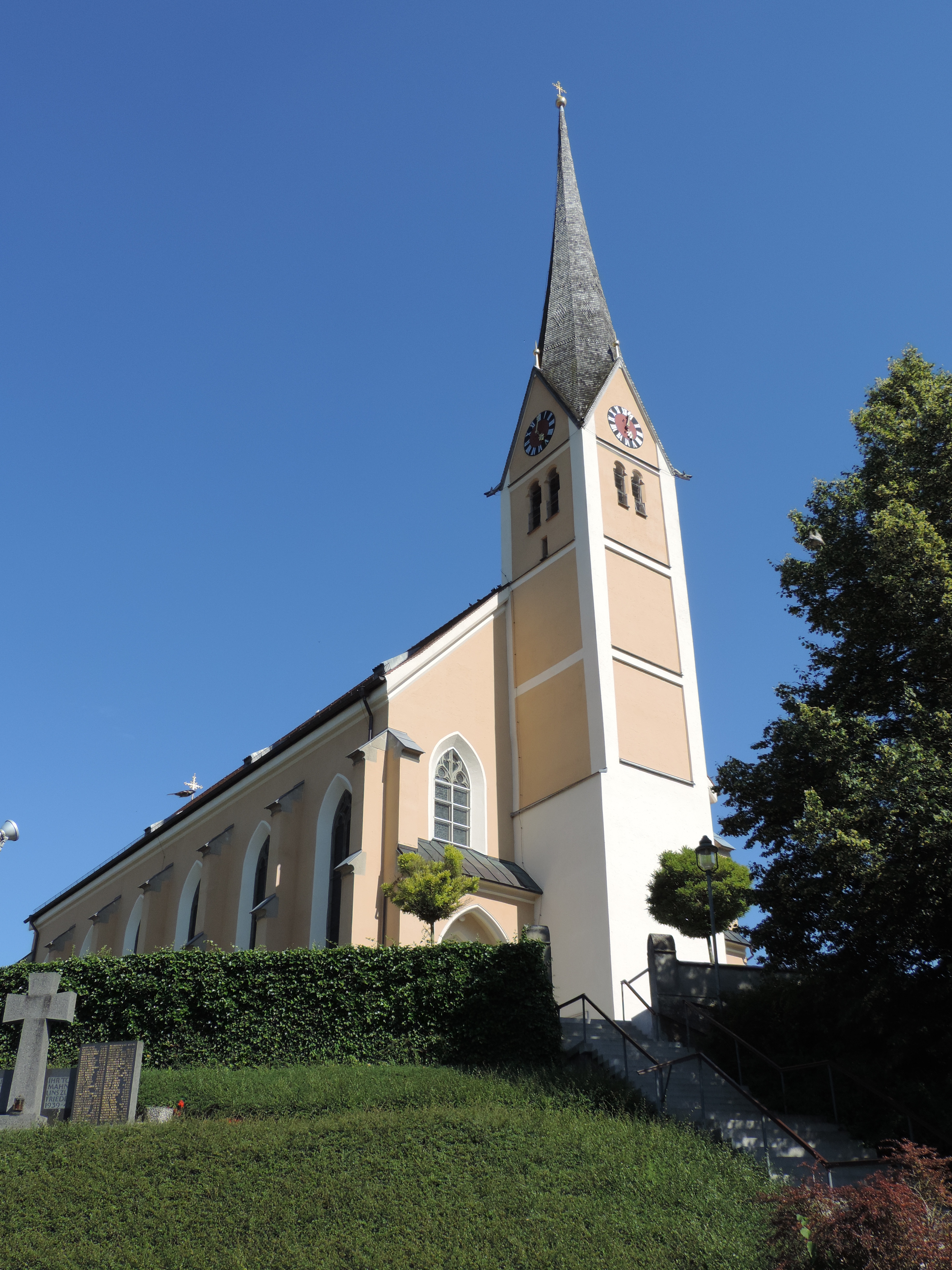
Kirche St. Martin in Aindling

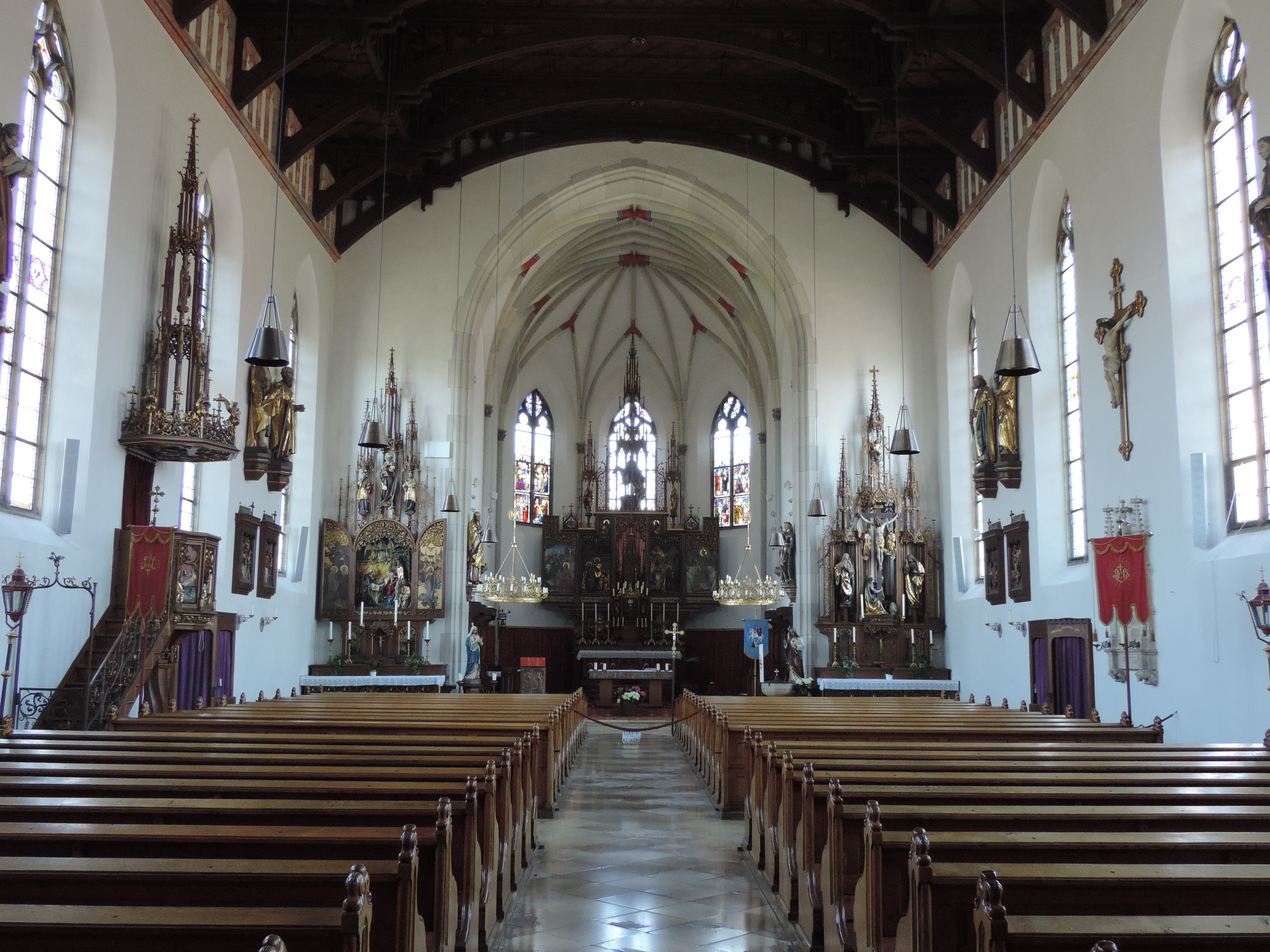
Innenansicht

Die katholische Pfarrkirche St. Martin in Aindling, einer Marktgemeinde im Landkreis Aichach-Friedberg im bayerischen Regierungsbezirk Schwaben, wurde von 1897 bis 1901 errichtet. Die dem heiligen Martin geweihte Kirche an der Schulstraße 5 ist ein geschütztes Baudenkmal.

## Beschreibung
Der neugotische Saalbau mit eingezogenem, dreiseitig geschlossenem Chor mit Sternrippengewölbe wurde nach Plänen von Karl Bauer errichtet. Der Turm mit Spitzhelm über Dreiecksgiebeln ist spätgotisch. Das Kirchenschiff mit doppelter Westempore wird von einer tonnenförmigen Holzdecke abgeschlossen.
Von der neugotischen Ausstattung aus der Erbauungszeit ist erwähnenswert: drei Altäre und die Kanzel von Georg Saumweber nach Entwürfen von Karl Bauer.